# ستيفن إس. سوير
ستيفن إس. سوير (بالإنجليزية: Stephen S. Sawyer)‏ هو رسام وفنان أمريكي، ولد في 30 أغسطس 1952.